# Ivan Cvitković
Ivan Cvitković (* 5. Mai 1945 in Mostar, Jugoslawien) ist ein bosnischer Religionssoziologe.

## Leben
Ivan Cvitković studierte Soziologie an der Universität Sarajevo, darauf folgte ein Postdiplomstudium an der Universität Zagreb. 1978 promovierte er an der Universität Ljubljana mit einer Arbeit über Marxistisches Denken und Religion.
Ab 1986 war er außerordentlicher Professor, ab 1989 ordentlicher Professor für Religionssoziologie an der Universität Sarajevo. Er wurde 2008 korrespondierendes Mitglied und 2012 Vollmitglied der Akademie der Wissenschaften und Künste Bosnien-Herzegowinas.

## Veröffentlichungen
- Marksistička misao i religija (kritika teološke kritike odnosa marksizma i socijalizma prema religiji religijskim zajednicama) (Marxistisches Denken und Religion (eine Kritik der theologischen Kritik des Verhältnisses von Marxismus und Sozialismus zu Religionen)), 1980
- Religije u Bosni i Hercegovini (Die Religionen in Bosnien und Herzegowina), 1981
- Savez komunista Jugoslavije i religija (Der Bund der Kommunisten Jugoslawiens und die Religion), 1982
- Ko je bio Alojzije Stepinac (Wer war Alojzije Stepinac?), 1986
- Sloboda religije u socijalističkom samoupravnom društvu (Religionsfreiheit in der sozialistischen Selbstverwaltungs-Gesellschaft), 1987
- Krleža, Hrvati i Srbi (Krleža, die Kroaten und die Serben), 1991
- Sociologija religije (Religionssoziologie), 1995
- Religije suvremenoga svijeta (Religion in der Welt von heute), 1999, ISBN 9958-9476-1-7
- Sociologija spoznaje (Wissenssoziologie), 2001, ISBN 9958-728-29-X
- Konfesija u ratu (Konfession im Krieg), 2004, ISBN 9958-741-33-4
- Hrvatski identitet u Bosni i Hercegovini. Hrvati između nacionalnog i građanskog (Kroatische Identität in Bosnien und Herzegowina. Die Kroaten zwischen national und bürgerlich), 2006, ISBN 953-7035-17-4
- Rečnik religijskih pojmova (Wörterbuch religiöser Begriffe), 2. Aufl. 2009, ISBN 978-86-515-0301-9
- Moj susjed Musliman (Mein Nachbar der Muslim), 2011, ISBN 978-953-0-61933-3
- (mit Dino Abazović): Religion and Politics in Bosnia and Hercegovina. Illustrations from the Postwar and Post-Socialist Transition, in: Branislav Radeljić (Hrsg.): Religion in the post-Yugoslav context, 2015, ISBN 978-1-4985-2247-2, S. 79–100
- Religija u zrcalu teorija (Die Religion in der Spiegel-Theorie), 2016, ISBN 978-9958-19-817-5
- Ganga pjesma o životu u Hercegovini (Das Volkslied über das Leben in der Herzegowina), 2017, ISBN 978-9958-673-54-2
- Religija u raljama politike (Die Religion im Rachen der Politik), 2019, ISBN 978-9926-410-35-3